# Gerhard Wittmann
Gerhard Wittmann (* 1964 in Aindling) ist ein deutscher Schauspieler.

## Leben
Gerhard Wittmann wuchs mit zwei älteren Brüdern in Aindling auf und absolvierte nach seinem Schulabschluss zunächst eine Ausbildung zum Kaufmann im Groß- und Außenhandel.
Danach absolvierte er seine Schauspielausbildung von 1987 bis 1990 am Münchner Zinner Studio. Sein erstes Engagement führte ihn 1991 an das Landestheater Linz, wo er bis 1994 tätig war. Nach einem Gastspiel am Theater Regensburg war Wittmann danach bis 1999 am Südostbayerischen Städtetheater in Landshut beschäftigt. Seit Beginn der 2000er-Jahre gastierte er darüber hinaus in München an der Kleinen Komödie am Max II und am Metropoltheater, bei den Luisenburg-Festspielen in Wunsiedel und den Carl Orff-Festspielen in Andechs. Bekannte Rollen Wittmanns waren unter anderem Mercutio in Romeo und Julia von William Shakespeare, Mortimer in Friedrich Schillers Drama Maria Stuart, Ferruccio, der Sohn der Titelfigur in Thomas Bernhards Theatermacher oder Graf Hohenzollern in Prinz Friedrich von Homburg oder die Schlacht bei Fehrbellin von Heinrich von Kleist. Weitere Stücke unter seiner Mitwirkung waren die Dürrenmatt-Komödie Romulus der Große, Hase Hase von Coline Serreau, das Musical Anatevka von Jerry Bock und Joseph Stein, Diener zweier Herren von Carlo Goldoni oder das Volksstück Die Bernauerin von Carl Orff. Seit der Uraufführung am 11. Februar 2016 im Theater im Fraunhofer verkörpert Gerhard Wittmann die Figur des Schauspielers Felix Maria Brandner in dem von Regisseur Ulrich Zrenner und Armin Kaiser geschriebenen Einpersonenstück Genaueres erst nach der Obduktion.
Zudem ist er seit 2015 jährlich in der Rolle des Münchner Oberbürgermeisters Dieter Reiter im Singspiel auf dem Nockherberg zu sehen.
Mitte der 1990er-Jahre begann Gerhard Wittmann seine bis heute regelmäßige Tätigkeit vor der Kamera. Er spielte Gastrollen in verschiedenen Fernsehserien, darunter mehrfach bei den Rosenheim-Cops und SOKO München, in mehreren Tatort-Folgen, neben Elmar Wepper in Doris Dörries Drama Kirschblüten – Hanami oder in dem zweiteiligen Dokumentarfilm Wir, Geiseln der SS. In den Verfilmungen der so genannten Eberhoferkrimis nach den Romanen von Rita Falk spielt Wittmann die Rolle des Leopold Eberhofer, in der Krimiserie Laim seit 2012 den Assistenten Simandl; ebenso wirkte er in der 2012 für den Grimme-Preis nominierten Polizeiruf-110-Folge Cassandras Warnung mit.
Wittmann ist auch in der Werbung tätig und war gemeinsam mit dem Basketballspieler Dirk Nowitzki in Werbespots für die ING-DiBa-Bank zu sehen.
Wittmann lebt in München.

## Filmografie
- 1996: Alle haben geschwiegen
- 1997: Porträt eines Richters
- 1998: Verkehrsgericht (Fernsehserie, 1 Folge)
- 2000: Tatort – Kleine Diebe (Fernsehreihe)
- 2001: Vera Brühne
- 2002–2015: Um Himmels Willen (Fernsehserie, 2 Folgen, verschiedene Rollen)
- 2002: Lindenstraße (Fernsehserie, Folge: Der Übervater)
- 2003: Kommissarin Lucas – Die blaue Blume (Fernsehreihe)
- 2003: Adelheid und ihre Mörder (Fernsehserie, Folge: Zwei Morde und ein halber)
- 2003–2025: Die Rosenheim-Cops (Fernsehserie, 8 Folgen, verschiedene Rollen)
- 2005: Der Bergpfarrer
- 2007: Tatort: Der Traum von der Au
- 2008: Kirschblüten – Hanami
- 2008: Einer bleibt sitzen
- 2008–2019: SOKO München (Fernsehserie, 5 Folgen, verschiedene Rollen)
- 2009: Crashpoint – 90 Minuten bis zum Absturz
- 2009: Tatort: Um jeden Preis
- 2009: Der Kaiser von Schexing (Fernsehserie, Folge: Väter und Söhne)
- 2011: Polizeiruf 110 – Cassandras Warnung (Fernsehreihe)
- 2012: München 72 – Das Attentat
- 2012: Wer’s glaubt wird selig
- Seit 2012: Laim (Fernsehreihe)
  - 2012: Die Tote ohne Alibi
  - 2017: Laim und die Zeichen des Todes
  - 2020: Laim und der letzte Schuldige
  - 2021: Laim und die Tote im Teppich
  - 2022: Laim und das Hasenherz
  - 2023: Laim und die schlafenden Hunde
  - 2024: Laim und die Toten ohne Hosen
- 2013: Mord im Hause Medici
- 2013: SOKO Kitzbühel (Fernsehserie, Folge: Hinter der Fassade)
- Seit 2013: Eberhoferkrimi (Filmreihe)
  - 2013: Dampfnudelblues
  - 2014: Winterkartoffelknödel
  - 2016: Schweinskopf al dente
  - 2017: Grießnockerlaffäre
  - 2018: Sauerkrautkoma
  - 2019: Leberkäsjunkie
  - 2021: Kaiserschmarrndrama
  - 2022: Guglhupfgeschwader
  - 2023: Rehragout-Rendezvous
- 2013–2021: Die Chefin (Fernsehserie, 3 Folgen, verschiedene Rollen)
- 2013: Hattinger und die kalte Hand
- 2013–2024: Hubert und Staller (Fernsehserie, 2 Folgen, verschiedene Rollen)
- 2014: Die Garmisch-Cops (Fernsehserie, Folge: Tod an der Angel)
- 2014: Der Komödienstadel (Fernsehreihe, 1 Folge)
- 2015: Wir, Geiseln der SS
- 2015: Monaco 110 (Fernsehserie, 1 Folge)
- 2015: Mein Schwiegervater, der Stinkstiefel
- 2016: München Mord – Wo bist Du, Feigling? (Fernsehreihe)
- 2016: Hattinger und der Nebel
- 2017: Weißblaue Geschichten (Fernsehserie, 2 Folgen)
- 2017: Falsche Siebziger
- 2017: Kein Herz für Inder
- 2017: Dieses bescheuerte Herz
- 2018: Der Alte (Fernsehserie, Folge: Aufstiegskampf)
- 2018: Unter Verdacht – Verschlusssache (Fernsehreihe)
- 2018: Der große Rudolph
- 2018: Die Inselärztin
- 2018: Gefangen – Der Fall K.
- 2018: München Mord: Die ganze Stadt ein Depp
- 2019: Der gute Bulle: Friss oder stirb
- 2019: Club der einsamen Herzen
- 2020: Schönes Schlamassel
- 2021: Tanze Tango mit mir
- 2021: Der Staatsanwalt (Fernsehserie, Folge: Gelöscht)
- 2021: Das Kindermädchen – Mission Italien
- 2021: Weißbier im Blut
- 2021: Watzmann ermittelt (Fernsehserie, 1 Folge)
- 2022: Polizeiruf 110: Das Licht, das die Toten sehen
- 2022: Der Kommissar und der See – Liebeswahn (Fernsehreihe)
- 2023: Der Kommissar und der See – Narrenfreiheit (Fernsehreihe)
- 2024: Nord Nord Mord (Fernsehreihe, 1 Folge)
- 2024: Aus, Äpfel, Amen!
- 2024: Tatort: Schau mich an
- 2024: Polizeiruf 110: Funkensommer
- 2024: Der Kommissar und der See – In besseren Kreisen (Fernsehreihe)
- 2025: Das gläserne Kind

## Hörspiele
- 2015: Radio-Tatort: Menetekel – Autor: Robert Hültner – Regie: Ulrich Lampen